# Władysław Komar
Wladyslaw Komar (Polonia, 11 de abril de 1940-17 de agosto de 1998) fue un atleta polaco, especializado en la prueba de lanzamiento de peso en la que llegó a ser campeón olímpico en 1972.

## Carrera deportiva
En los JJ. OO. de Múnich 1972 ganó la medalla de oro en el lanzamiento de peso, con una marca de 21.18 metros que fue récord olímpico, superando al estadounidense George Woods (plata con 21.17 m) y al alemán Hartmut Briesenick (bronce con 21.14 m).
En el Campeonato Europeo de Atletismo en Pista Cubierta de 1977 ganó el bronce, llegando hasta los 20.17 metros, tras el islandés Hreinn Halldórsson (oro con 20.59 metros) y el británico Geoff Capes.